# Palm Islands
As Palm Islands (em árabe جزر النخيل) são ilhas artificiais em Dubai, nos Emirados Árabes Unidos, sobre as quais grandes obras de infraestruturas comerciais e residenciais são construídas. As ilhas são os maiores projetos de saneamento em todo o mundo e terão como resultado as maiores ilhas artificiais já concebidas. Elas foram construídas pela Nakheel Properties, uma incorporadora de imóveis nos Emirados Árabes Unidos, que contratou o empreiteiro holandês Van Oord para dragagem marinha, um dos maiores especialistas do mundo na recuperação de terras. As ilhas são a Palm Jumeirah, a Palm Jebel Ali e da Palm Deira.
As ilhas foram comissionadas pelo Xeique Mohammed bin Rashid Al Maktoum, a fim de aumentar o turismo em Dubai. Cada assentamento será no formato de três palmeiras, encimado com uma crescente, e terá um grande número de edifícios residenciais, centros de entretenimento e lazer. As ilhas Palm estão situadas ao largo da costa dos Emirados Árabes Unidos, no Golfo Pérsico, e vão acrescentar 520 km de praias para a cidade de Dubai.
As primeiras duas ilhas serão compostas por aproximadamente 100 milhões de metros cúbicos de rochas e areia. Palm Deira será composta de aproximadamente 1 bilhão de metros cúbicos de rochas e areia. Todos os materiais serão importados dos EAU. Entre as três ilhas haverá mais de 100 hotéis de luxo, residencial exclusivo de praia ladeada por vilas e apartamentos, marinas, parques de diversão, restaurantes, shoppings, centros esportivos e spas.
A criação da Palm Jumeirah começou em junho de 2001. Pouco depois, a Palm Jebel Ali foi anunciada e o trabalho começou a recuperação. A Palm Deira, que está prevista para ter uma superfície total de 46,35 milhões de metros quadrados e que o dono da obra, a Nakheel, alega-se de uma superfície maior que a de Paris, em 2003 iniciou o desenvolvimento. A construção estará concluída nos próximos 10-15 anos.

## Palm Jumeirah

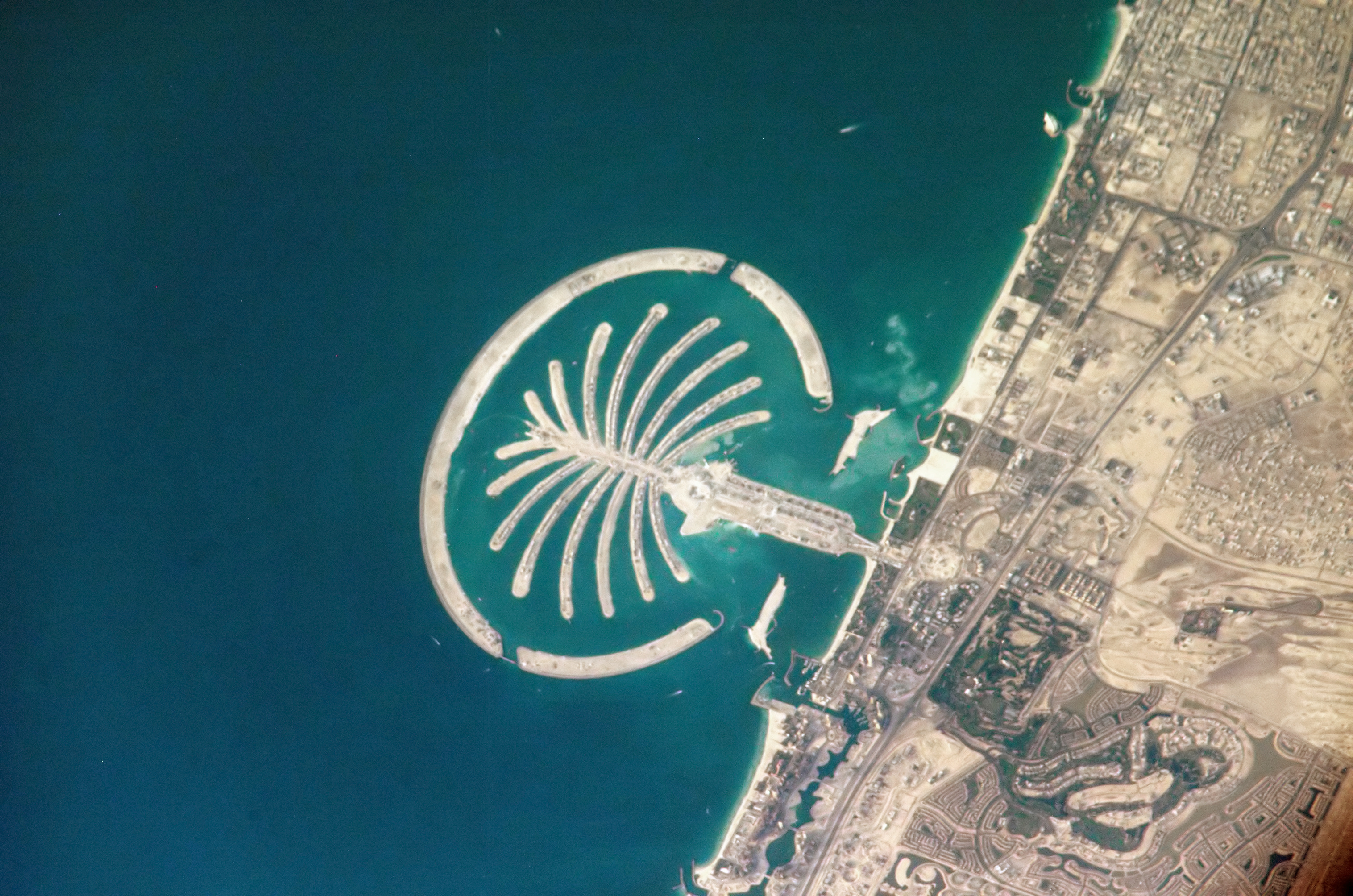
A primeira Palm Island já pronta;

Se iniciou sua construção em 2001. É a menor das 3 ilhas. Seu comprimento é de 5 km e sua largura de 5,5 km. Estará 78 quilómetros da costa da cidade de Dubai. A primeira fase de desenvolvimento da Palm Jumeirah proverá 4000 residências dentro dos próximos 3 a 4 anos. Os primeiros proprietários começaram a mudar-se para a ilha nos finais de 2006, cinco anos depois de começado o projeto, segundo assinalou a Nakheel Properties, empresa desenvolvedora da obra.
O Palm Trump Hotel & Tower Dubai que iria ser construído foi cancelado. Outro projeto que já está em construção: o Atlantis Tower, que terminou de ser construído em dezembro de 2008. Começou a funcionar por completo em 2009.

## Palm Jebel Ali

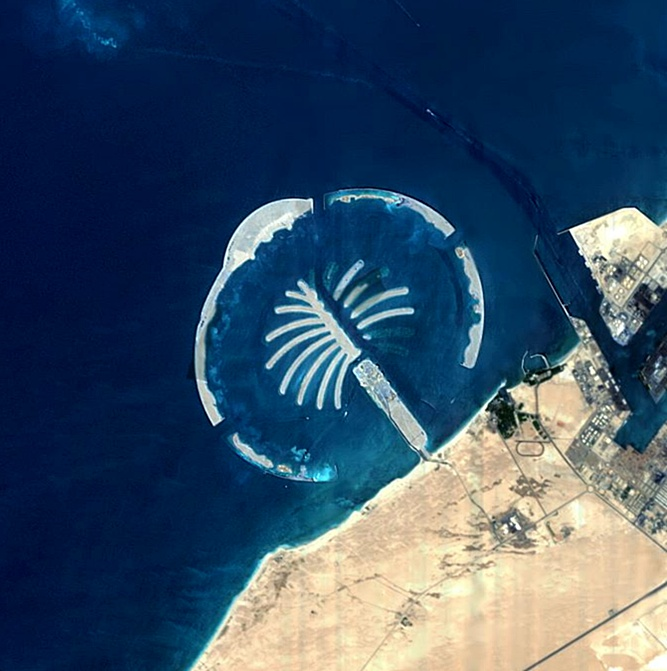
Imagem de satélite de Palm Jebel Ali, Dubai, tiradas em 26 de agosto de 2005. A ilha artificial ainda pode ser vista em construção. Linhas retas no mar lembram trincheiras de navios extraindo areia do solo como material para construção.

Palm Jebel Ali é a segunda das ilhas artificiais de acordo com seu tamanho. Suas dimensões são 7 km por 7,5. Começou a ser construir em 2002. Seu desenho é o mais interessante, pois, visto do alto, pode ser lido um poema de 84 letras criado por 404 casas sobre a água, um dos quais dirá assim: “Toma a sabedoria do sábio. Este leva um homem de visão a escrever sobre a água. Não todo o que monta o cavalo é um jóquei. Grandes homens levam a grandes desafios”. Em 2007, já era possível ver o desenho entre esta ilha e a Palm Jumeirah, que necessitará de mais de 100 milhões de m³ de areia e de rocha.
A Palm Deira foi anunciada para o desenvolvimento, em outubro de 2004. Após o término, ela irá se tornar a maior ilha do mundo construída pelo homem, a habitação para mais de um milhão de pessoas. Embora nenhum calendário para a conclusão tenha sido anunciado, espera-se que seja concluída até 2015. Esta ilha é 8 vezes maior que a Palm Jumeirah, e 5 vezes maior que a Palm Jebel Ali. Originalmente, o projeto chamado para tem 14 km (8,7 milhas) por 8,5 km (5,3 milhas) e ter na ilha com 41 frondes. Devido a uma mudança substancial na profundidade no Golfo Pérsico, ou fora da ilha vai mais longe, a ilha foi remodelada em Maio de 2007. O projeto então se tornou um 12,5 km (7,76 milhas) por 7,5 km (4,66 milhas), com 18 frodes maiores. Ele será localizado ao lado da Ilha Deira.
No princípio de Outubro de 2007, 20% da recuperação da ilha foi concluída, com um total de 200 milhões de metros cúbicos (7 bilhões de pés cúbicos) de areia já utilizada. Depois, no início de abril de 2008, a Nakheel anunciou que mais de um quarto da área total da Palm Deira já haviam sido recuperada. Esta ascendeu a 300 milhões de metros cúbicos (10,6 bilhões de pés cúbicos) de areia. Desde que a ilha é tão grande, ela está a ser desenvolvida em várias fases. O primeiro delas é a criação da Ilha Deira. Esta porção da Palm irá sentar-se lado a lado com os Deira Corniche entre a entrada do Dubai Creek e o Porto Al Hamriya. Ilha Deira vai atuar como "porta de entrada para a Palm Deira" e ajudar a revitalizar a zona de envelhecimento da Deira.  De início de abril de 2008, 80% da Frente da Ilha Deira em recuperação foi concluída.

## The World
Também no mar, entre a Palm Jumeirah e a Palm Deira, localiza-se um conjunto de 300 ilhas artificiais chamadas "The World", que juntas criam a forma do mundo. Ainda está em construção e se especula que se termine em 2008. Cada ilha será uma propriedade e dependendo de seu tamanho, os proprietários poderão construir uma residência nela. Algumas personalidades já têm comprado uma ilha entre eles: Michael Schumacher, David Beckham e Rod Stewart.